# 闸心场遗址
闸心场遗址，位于中华人民共和国云南省昭通昭阳区北闸镇小米寨以北、闸心场以西，为新石器时代遗址。

## 特点
1959年，云南省文物工作队在官寨遗址附近调查后在小米寨以北、闸心场以西发现道路两旁出现有陶片的灰土层。1960年2月，进行发掘。出土均为夹砂灰陶和夹砂红陶，流行单耳器。有单耳尖底瓶、侈口鼓腹圜底罐、慈姑形小瓶、深腹喇叭形陶缽、敛口印纹小缽等。此外发现扁平石斧4件、石锛。遗址中曾经发现过铜器，有箭镞和容器的残片等物。

## 图片

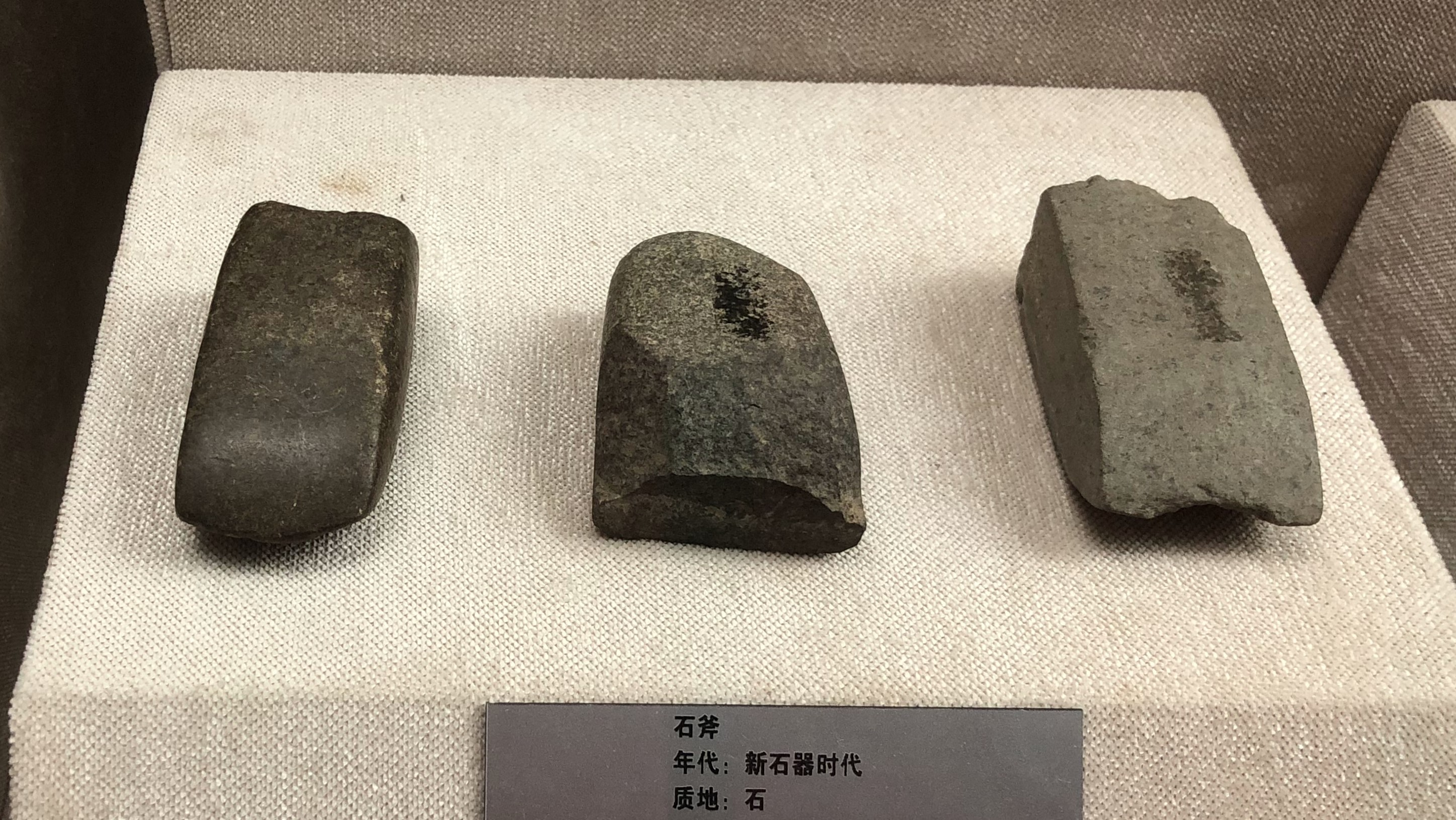
石斧，出土自昭通闸心场遗址，藏于云南省博物馆
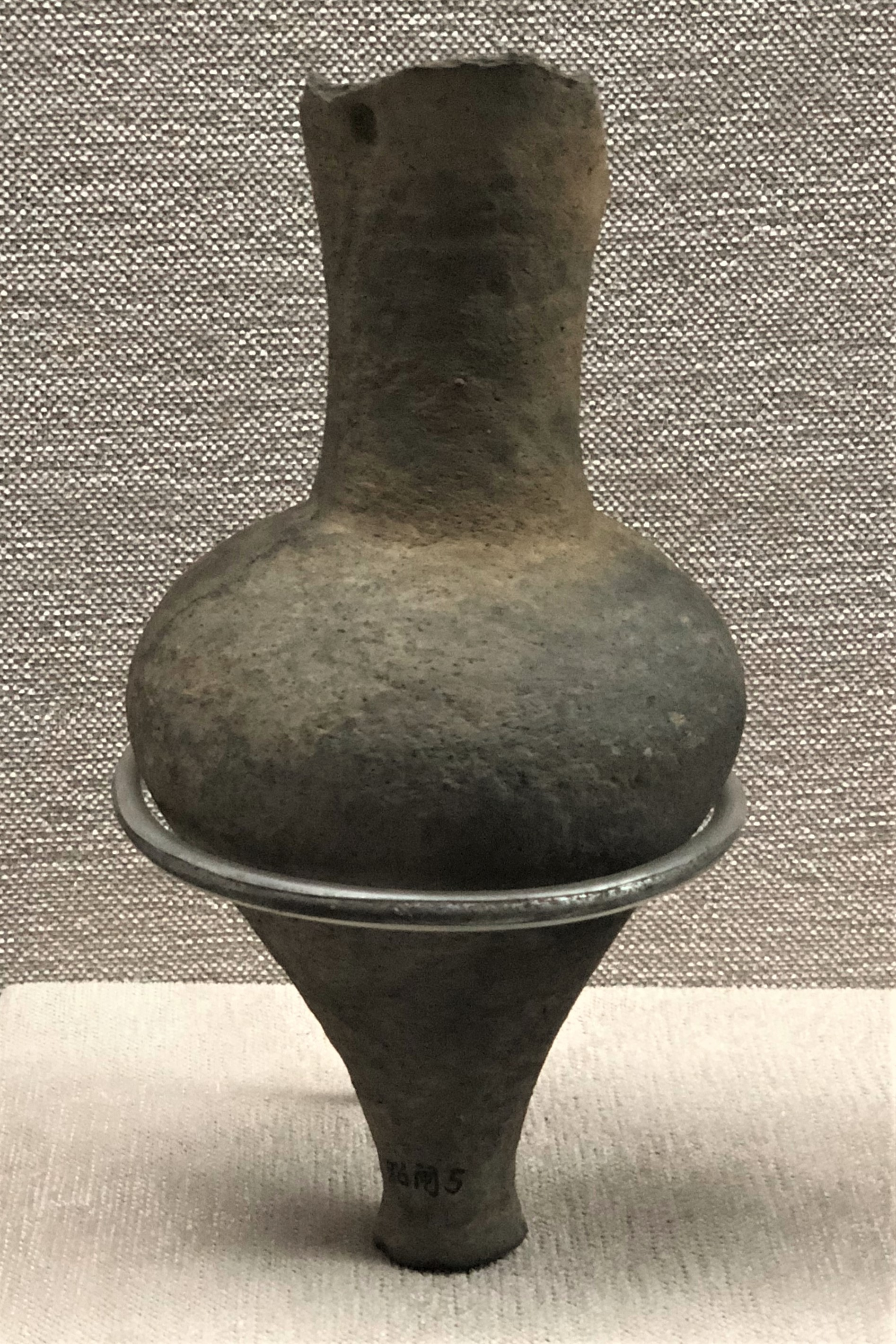
陶罐，出土自昭通闸心场遗址，藏于云南省博物馆
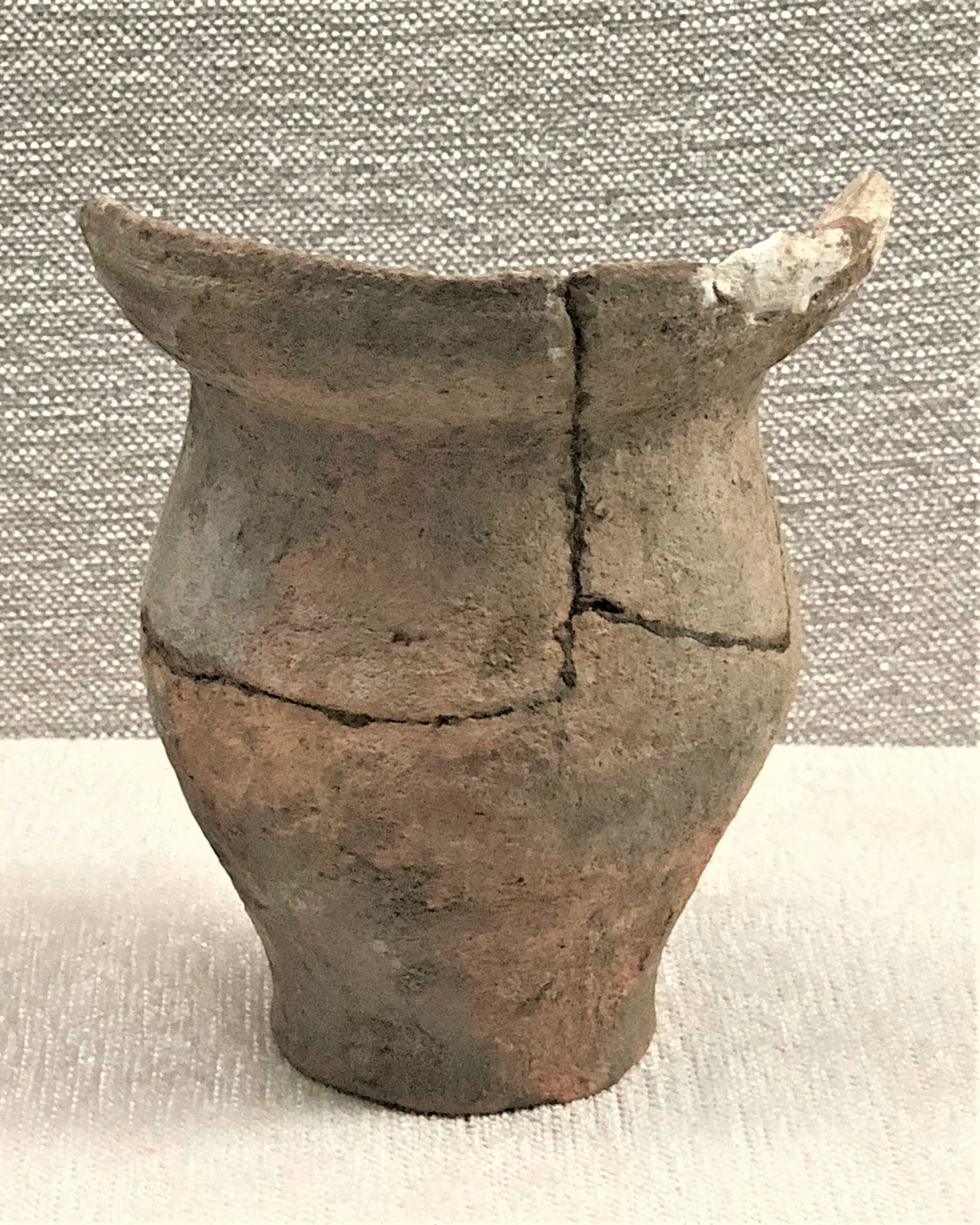
陶罐，出土自昭通闸心场遗址，藏于云南省博物馆
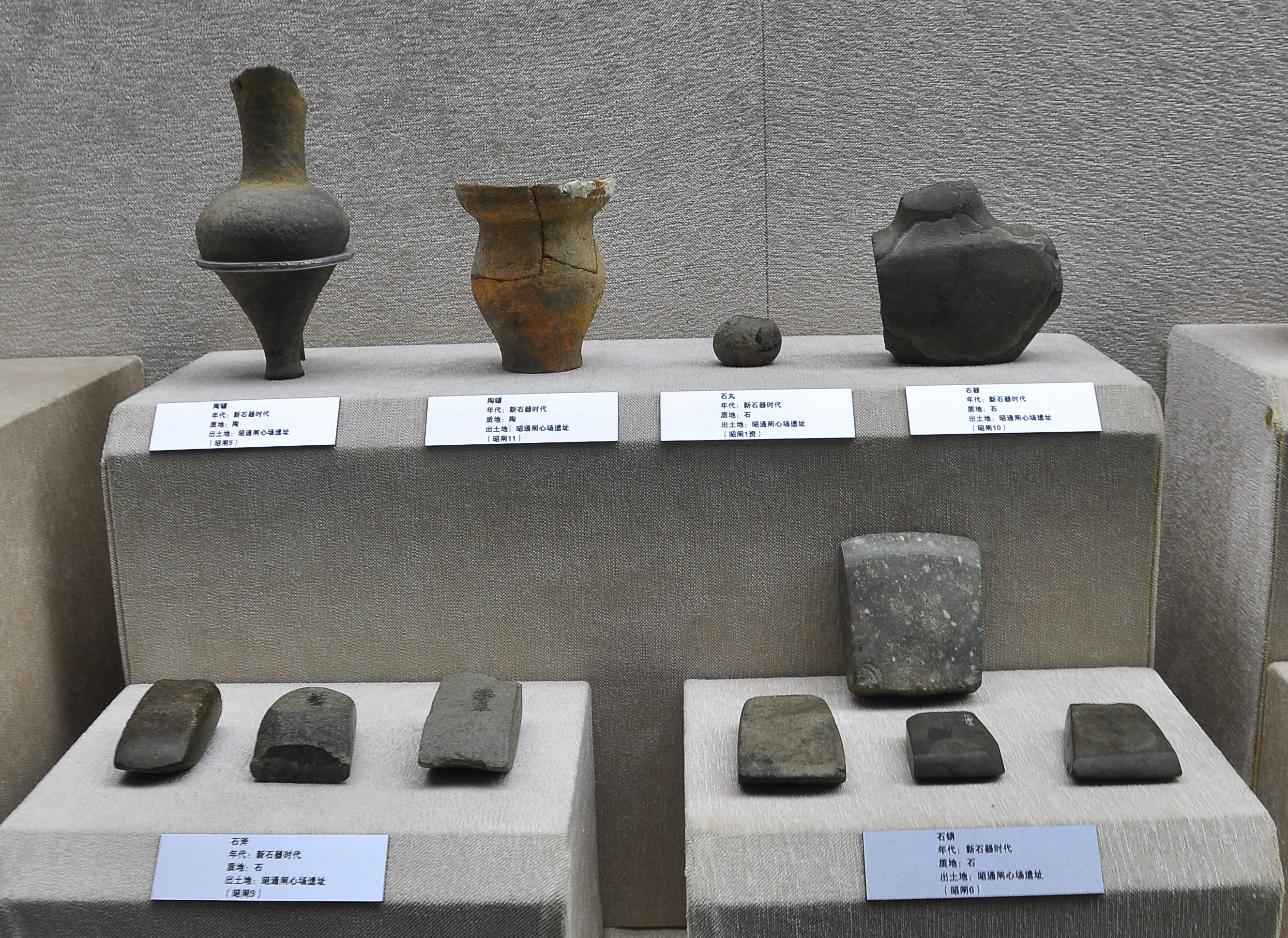
昭通闸心场遗址出土文物